# Arca zebra

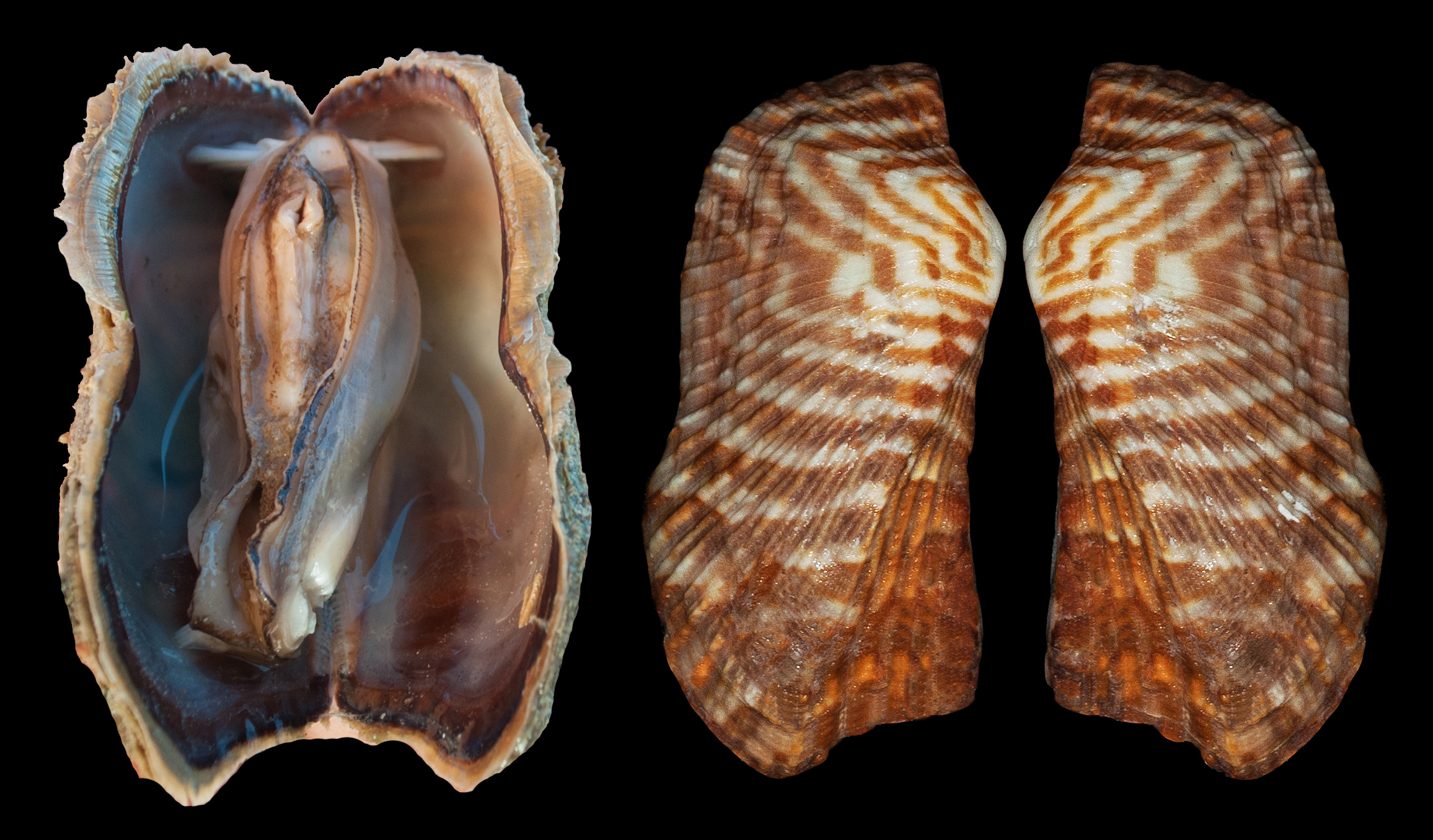
Arca zebra, Außenseite und Innenseite

Arca zebra ist eine Muschel-Art aus der Familie der Archenmuscheln (Arcidae) in der Ordnung der Arcida. Das Verbreitungsgebiet reicht von North Carolina über die Karibik bis nach Venezuela.

## Merkmale

Rechte Klappe von Arca zebra

Linke Klappe von Arca zebra

Das gleichklappige, stark geblähte Gehäuse ist länglich, bootsförmig mit einer Einbuchtung am Hinterende. Es wird bis etwa 90 mm lang. Das Längen-/Breiten-Verhältnis ist etwa 1,8. Das Gehäuse ist stark ungleichseitig, die Wirbel sind deutlich zum vorderen Ende hin verschoben. Die Wirbel sind niedrig, breit und nach vorne eingerollt; sie berühren sich jedoch nicht. Bedingt durch den Durchtritt des Byssus klaffen die beiden Klappen am unteren Vorderrand geringfügig.
Das äußere Ligament ist von oben gesehen diamantförmig. In großen Exemplaren ist es gelängt, verläuft jedoch nicht über die gesamte Länge der Schlossplatte. Das Schloss ist taxodont mit zahlreichen, kleinen, etwa gleich großen, senkrecht auf der Schlossplatte stehenden Zähnchen. Es sind zwei Schließmuskeln vorhanden. Der vordere Schließmuskel ist am Ansatz rundlich und nur etwa halb so groß wie der hintere Schließmuskel, der oval am Ansatz ist.
Die Schale ist dünn aber fest. Der Klappenrand ist glatt. Die Ornamentierung besteht aus zahlreichen, kräftigen, radialen Rippen, die mit feinen Knoten besetzt sind. Die Klappen sind innen weiß, außen besitzen sie eine abwechselnd weiße oder gelblich-weiße und braune Streifen. Vom Wirbel gehen drei etwas kräftigere radiale Rücken aus. Der vordere Rücken zieht nahezu senkrecht zur Ventralseite, der zweite Rücken zieht schräg nach vorne und etwa zur Mitte der Ventralseite, der dritte Rücken zieht zum Hinterende, etwa zum unteren Ende der leichten Einbuchtung. Die Farbstreifen sind im Bereich der beiden vorderen Rücken zigzag-förmig gebrochen. Allerdings kann die Außenseite durch Aufwuchs bedeckt, sodass Ornamentierung und Farbmuster kaum noch zu sehen sind.
Die Tiere sind getrenntgeschlechtlich und die Geschlechtsprodukte werden ins freie Wasser abgegeben, wo die Befruchtung stattfindet. Die Eier haben einen Durchmesser von 77±4,5 µm. Daraus bildet sich eine Trochophora-Larve, die ein erstes Gehäuse, den Prodissoconch I bildet. Der D-förmige Prodissoconch I hat eine Breite von 131,8 ± 2,3 µm.

## Geographische Verbreitung und Lebensweise
Das Verbreitungsgebiet der Art reicht von North Carolina über die Karibik bis nach Venezuela. Die Art wurde auch schon an Westküste von Irland gefunden. Vermutlich konnte sie hier aber keine stabile Population aufbauen.
Im Verbreitungsgebiet lebt die Art mit dem Byssus an Felsen angeheftet im flachen Wasser. Sie können in manchen Gebieten sehr häufig sein.

## Taxonomie
Die erste Beschreibung dieser Art wurde von William Swainson im Jahr 1833 publiziert. Swainson stellte die Art in eine neue Untergattung Byssoarca Swainson, 1833, die jedoch von der MolluscaBase als Synonym von Arca Linné, 1758 angesehen wird.
Synonyme der Art sind: Arca barbadensis d’Orbigny, 1853, Arca commutata Kobelt, 1889 und Arca occidentalis R. A. Philippi, 1847.

## Belege

### Online
- Department for Business, Energy & Industrial Strategy Amgueddfa Cymru - Museum Wales: Marine Bivalve Shells of the British Isles: Arca zebra (Swainson, 1833)

## Anmerkung
1. ↑  Das Wörterbuch der Wirbellosen schlägt als deutschen Trivialnamen Truthahnflügel vor, der bisher aber nur wenig Verbreitung fand.